# Merenius secundus
Merenius secundus is een spinnensoort uit de familie van de loopspinnen (Corinnidae).
De wetenschappelijke naam van de soort werd in 1907 als Messapus secundus gepubliceerd door Embrik Strand.